# Mostviel

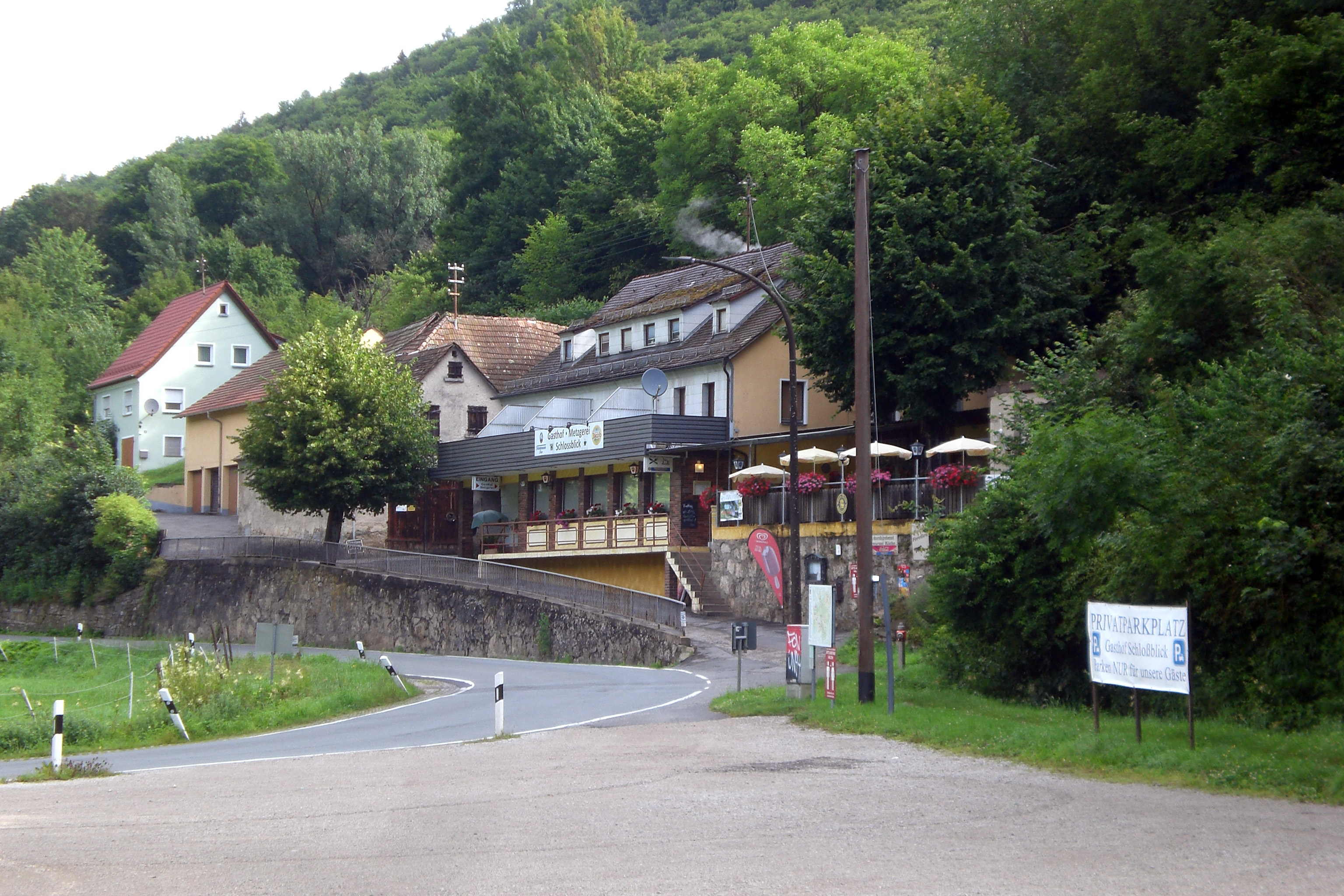
Gasthof (2024)

Mostviel  ist ein Gemeindeteil des Marktes Egloffstein im Landkreis Forchheim (Oberfranken, Bayern). Der Ort hat etwa 50 Einwohner.

## Geografie
Der Weiler in der Fränkischen Schweiz liegt im Südwesten der Wiesentalb, eineinhalb Kilometer nördlich von Egloffstein. Die Trubach durchfließt den Ort. Er wird von der Staatsstraße 2260 nach Egloffstein durchquert.

## Geschichte

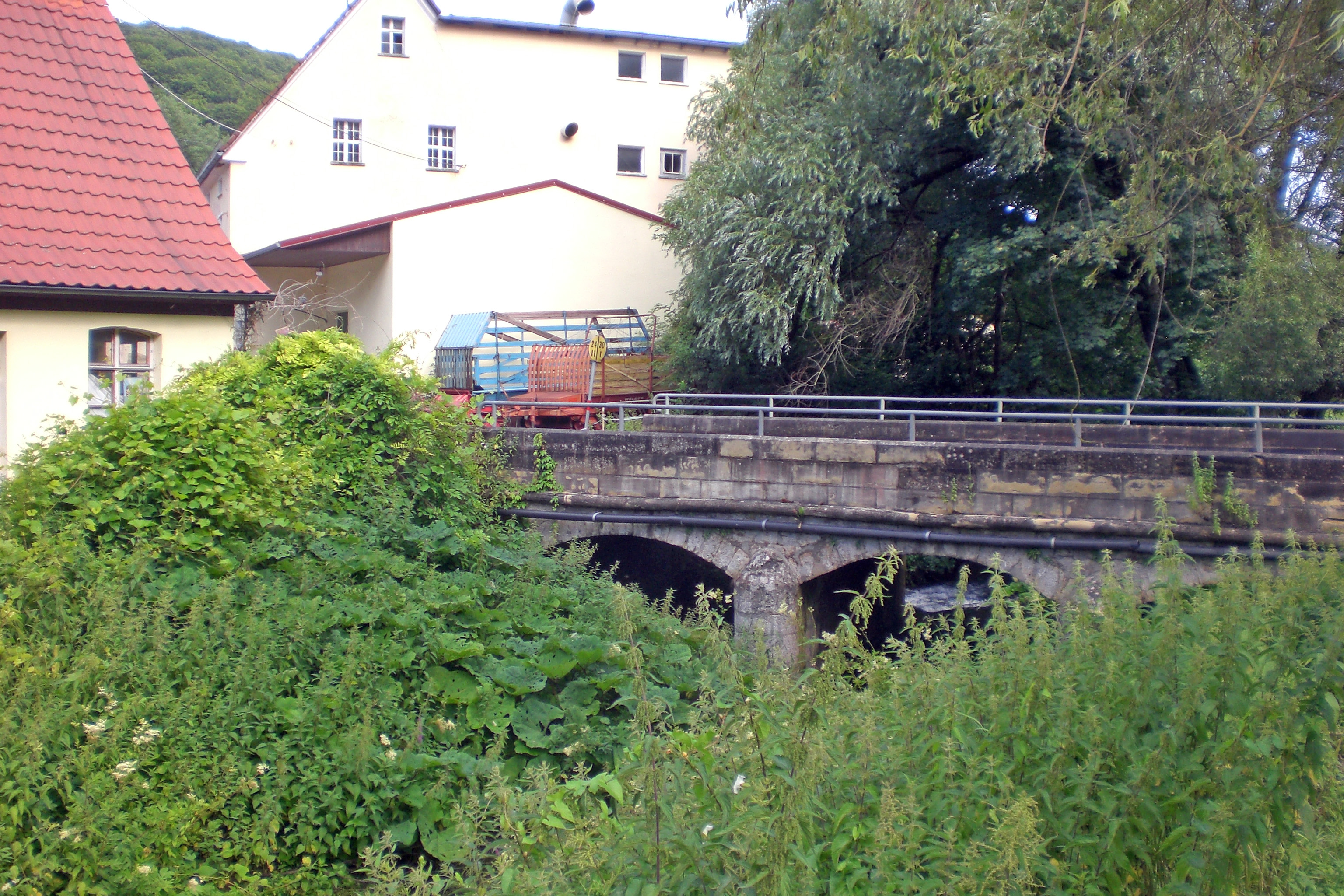
Steinbrücke in Mostviel (2024)

Bis zum Beginn des 19. Jahrhunderts unterstand Mostviel der Herrschaft reichsunmittelbarer Adeliger, die sich in dem zum Fränkischen Ritterkreis gehörenden Ritterkanton Gebürg organisiert hatten. Der Ort bildete dabei einen Teil des Rittergutes Egloffstein und befand sich im Besitz der Freiherrn von Egloffstein. Als die reichsritterschaftlichen Territorien in der Fränkischen Schweiz 1805 mediatisiert wurden, wurde der Weiler unter Bruch der Reichsverfassung vom Kurfürstentum Pfalz-Baiern annektiert. Mit dieser Übernahme wurde Mostviel ein Teil der bei der „napoleonischen Flurbereinigung“ in Besitz genommenen neubayerischen Gebiete, was im Juli 1806 mit der Rheinischen Bundesakte nachträglich legalisiert wurde.
Durch die Verwaltungsreformen zu Beginn des 19. Jahrhunderts im Königreich Bayern wurde Mostviel mit dem Zweiten Gemeindeedikt im Jahr 1818 ein Teil der Ruralgemeinde Egloffstein.